# 5 000 meter för damer i friidrott vid olympiska sommarspelen 2004
5 000 meter damer vid Olympiska sommarspelen 2004 genomfördes vid Atens olympiska stadion den 20 och 23 augusti.

## Medaljörer
| Event       | Guld                   | Guld     | Silver                 | Silver   | Brons                    | Brons    |
| 5 000 meter | Meseret Defar Etiopien | 14.45,65 | Isabella Ochichi Kenya | 14.48,19 | Tirunesh Dibaba Etiopien | 14.51,83 |

## Resultat
Från de två försöksheaten gick de fem främsta i varje heat samt de fem bästa tiderna därutöver vidare till finalen.
Alla tider visas i minuter och sekunder.

Q automatiskt kvalificerad.

q en av de bästa tiderna därutöver.

DNS startade inte.

DNF kom inte i mål.

OR markerar olympiskt rekord.

NR markerar nationsrekord.

PB markerar personligt rekord.

SB markerar bästa resultat under säsongen.

DSQ markerar diskvalificerad eller utesluten.

### Försöksheat
| Placering | Heat | Namn                    | Nationalitet   | Tid      | Noteringar |
| --------- | ---- | ----------------------- | -------------- | -------- | ---------- |
| 1         | 2    | Meseret Defar           | Etiopien       | 14.52,39 | Q          |
| 2         | 2    | Elvan Abeylegesse       | Turkiet        | 14.54,80 | Q          |
| 3         | 2    | Joanne Pavey            | Storbritannien | 14.55,45 | Q          |
| 4         | 2    | Isabella Ochichi        | Kenya          | 14:55.69 | Q          |
| 5         | 2    | Huina Xing              | Kina           | 14:56.01 | Q, PB      |
| 6         | 2    | Margaret Maury          | Frankrike      | 14:56.79 | q, PB      |
| 7         | 2    | Sonia O'Sullivan        | Irland         | 14:59.61 | q          |
| 8         | 1    | Tirunesh Dibaba         | Etiopien       | 15:00.66 | Q          |
| 9         | 1    | Sentayehu Ejigu         | Etiopien       | 15:01.31 | Q          |
| 10        | 1    | Jelena Zadorozjnaja     | Ryssland       | 15:01.77 | Q          |
| 11        | 1    | Lilija Sjobuchova       | Ryssland       | 15:01.86 | Q          |
| 12        | 1    | Edith Masai             | Kenya          | 15:01.92 | Q          |
| 13        | 1    | Irina Mikitenko         | Tyskland       | 15:02.16 | q          |
| 14        | 1    | Sun Yingjie             | Kina           | 15:03.00 | q, SB      |
| 15        | 2    | Gulnara Samitova        | Ryssland       | 15:05.78 | q          |
| 16        | 2    | Jane Wanjiku            | Kenya          | 15:14.57 |            |
| 17        | 1    | Émilie Mondor           | Kanada         | 15:20.15 |            |
| 18        | 1    | Marla Runyan            | USA            | 15:24.88 |            |
| 19        | 1    | Tezeta Desalgne-Surekli | Turkiet        | 15:26.64 |            |
| 20        | 1    | Kimberley Smith         | Nya Zeeland    | 15:31.80 |            |
| 21        | 2    | Kirsi Valasti           | Finland        | 15:33.78 |            |
| 22        | 2    | Shalane Flanagan        | USA            | 15:34.63 |            |
| 23        | 2    | Maria Protopappa        | Grekland       | 15:35.07 |            |
| 24        | 1    | Dorcus Inzikuru         | Uganda         | 15:38.59 |            |
| 25        | 1    | Shayne Culpepper        | USA            | 15:40.02 |            |
| 26        | 2    | Volga Krautsova         | Belarus        | 15:44.01 |            |
| 27        | 2    | Restituta Joseph        | Tanzania       | 15:45.11 |            |
| 28        | 2    | Catherine Chikwakwa     | Malawi         | 15:46.17 |            |
| 29        | 2    | Courtney Babcock        | Kanada         | 15:47.35 |            |
| 30        | 1    | Ebru Kavaklıoğlu        | Turkiet        | 15:52.39 |            |
| 31        | 1    | Maria McCambridge       | Irland         | 15:57.42 |            |
| 32        | 2    | Krisztina Papp          | Ungern         | 15:58.44 |            |
| 33        | 1    | Souad Aït Salem         | Algeriet       | 16:02.10 |            |
| 34        | 2    | Inês Monteiro           | Portugal       | 16:03.75 |            |
| 35        | 1    | Dulce Maria Rodriguez   | Mexiko         | 16:08.07 |            |
| 36        | 2    | Supriyati Sutono        | Indonesien     | 16:34.14 | SB         |
| 37        | 2    | Nebiat Habtemariam      | Eritrea        | 16:49.01 |            |
| 38        | 2    | Inés Melchor            | Peru           | 17:08.07 |            |
| 39        | 1    | Zainab Bakkour          | Syrien         | 17:18.66 |            |
| 40        | 1    | Francine Niyonizigiye   | Burundi        | 17:21.27 |            |
| 99        | 1    | Elizabeth Zaragoza      | El Salvador    | DNF      |            |

### Final
| Placering | Namn                | Nationalitet   | Tid      | Noteringar |
| --------- | ------------------- | -------------- | -------- | ---------- |
| 1         | Meseret Defar       | Etiopien       | 14.45,65 |            |
| 2         | Isabella Ochichi    | Kenya          | 14.48,19 |            |
| 3         | Tirunesh Dibaba     | Etiopien       | 14.51,83 |            |
| 4         | Jelena Zadorozjnaja | Ryssland       | 14.55,52 |            |
| 5         | Joanne Pavey        | Storbritannien | 14.57,87 |            |
| 6         | Gulnara Samitova    | Ryssland       | 15.02,30 |            |
| 7         | Irina Mikitenko     | Tyskland       | 15.03,36 |            |
| 8         | Sun Yingjie         | Kina           | 15.07,23 |            |
| 9         | Huina Xing          | Kina           | 15:07,41 |            |
| 10        | Sentayehu Ejigu     | Etiopien       | 15.09,55 |            |
| 11        | Margaret Maury      | Frankrike      | 15.09,77 |            |
| 12        | Elvan Abeylegesse   | Turkiet        | 15.12,64 |            |
| 13        | Lilija Sjobuchova   | Ryssland       | 15.15,64 |            |
| 14        | Sonia O'Sullivan    | Irland         | 16.20,90 |            |
| 15        | Edith Masai         | Kenya          | DNF      |            |

## Final
1. Meseret Defar, Etiopien 14.45,65
2. Isabella Ochichi, Kenya 14.48,19 SB
3. Tirunesh Dibaba, Etiopien 14.51,83
4. Jelena Zadorozjnaja, Ryssland 14.55,52
5. Joanne Pavey, Storbritannien 14.57,87 PB
6. Gulnara Samitova, Ryssland 15.02,30
7. Irina Mikitenko, Tyskland 15.03,36
8. Yingjie Sun, Kina 15.07,23
9. Huina Xing, Kina 15.07,41
10. Sentayehu Ejigu, Etiopien 15.09,55
11. Margaret Maury, Frankrike 15.09,77
12. Elvan Abeylegesse, Turkiet 15.12,64
13. Lilija Sjobuchova, Ryssland 15.15,64
14. Sonia O'Sullivan, Irland 16.20,90

- Edith Masai, Kenya DNF

## Rekord

### Världsrekord
- Elvan Abeylegesse, Turkiet - 14.24,68 - 11 juni 2004 - Bergen, Norge

### Olympiskt rekord
- Gabriela Szabo, Rumänien – 14.40,79 - 25 september 2000 - Sydney, Australien

## Tidigare vinnare

### OS
- 1896 -1992: Ingen tävling
- 1996 i Atlanta: Junxia Wang, Kina – 14.59,88
- 2000 i Sydney: Gabriela Szabo, Rumänien – 14.40,79

### VM
- 1983 i Helsingfors: Mary Decker-Slaney, USA – 8.34,62 (3 000 m)
- 1987 i Rom: Tatjana Samolenko-Dorovskich, Sovjetunionen – 8.38,73 (3 000 m)
- 1991 i Tokyo: Tatjana Samolenko-Dorovskich, Sovjetunionen – 8.35,82 (3 000 m)
- 1993 i Stuttgart: Junxia Qu, Kina – 8.28,71 (3 000 m)
- 1995 i Göteborg: Sonia O’Sullivan, Irland – 14.46,47
- 1997 i Aten: Gabriela Szabo, Rumänien – 14.57,68
- 1999 i Sevilla: Gabriela Szabo, Rumänien – 14.41,82
- 2001 i Edmonton: Olga Jegorova, Ryssland – 15.03,39
- 2003 i Paris: Tirunesh Dibaba, Etiopien – 14.51,72